# شمسو حور

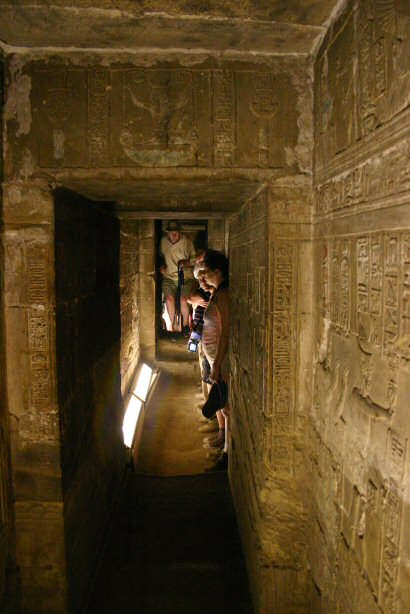
Le cripte del tempio di Dendera

كان شمسو حور (بالايطالية Shemsu-Hor) من «أتباع حورس». تطور المفهوم بمرور الوقت: تمت تسمية سلسلة من الملوك الأسطوريين الذين حكموا مصر القديمة قبل عصر الأسرات، وأولئك الذين ساعدوا حورس في صراعه مع ست، بهذا الاسم، والكهنة الذين اعتنوا بطقوس الجنازة. وفقًا لبردية تورينو، حكم شمسو حور مصر لمدة ستة آلاف سنة، بين عهد الآلهة والملوك المصريين الأوائل. يترجم بعض المؤلفين رفقاء حورس، وهم كائنات شبه إلهية تتمتع بمعرفة فلكية كبيرة ورثوها للكهنة والملوك المصريين.
مانيتون، هو مؤرخ مصري من القرن الثالث قبل الميلاد. أمره الملك بطليموس الثاني لكتابة تاريخ مصر والذين تمكنوا من الوصول إلى مكتبة معبد رع في هليوبوليس (حيث كان كاهنًا)، أكدوا أنهم حكموا مصر حوالي 6000 عام، فقط بعد «أنصاف الآلهة والملوك» في الأزمنة السابقة. قبل هذا الأخير، حكمت «الآلهة» البلاد. الشيء الوحيد الذي بقي من إيجيبتياكا جاء إلينا من خلال يوسابيوس القيصري. بعد الآلهة، ساد الأبطال 1255 سنة، تبعهم الملوك الذين حكموا 1817 سنة. في وقت لاحق حكم 30 ملك من منف، الذين حكموا بمجموع 1790 عامًا. خلفهم عشرة ملوك من ثينيس لمدة 350 عامًا، وبعد ذلك جاء شمسو حور، الذين حكموا لمدة 5813 عامًا. بعدهم جاء أول ملك للأسرات، مينا، الذي حكم وادي النيل من حوالي عام 3100 قبل الميلاد.

## الاستخدام
وفقًا لجاكلين موريرا من جامعة ساو باولو، يمكن تمثيل شمسو حور في لوحة نارمر، والتي تشير وفقًا لها إلى أن اللوحة تسبق نارمر لفترة طويلة، من فترة تأثرت فيها مصر بشدة بعبادة حورس:
 افتراضنا الآخر هو أن الملك المصري ورفاقه هم أولئك الذين يضعهم التقليد المصري في زمن بعيد من حضارتهم، شمسو حور الذين لعبوا دورًا مهمًا في تشكيل البلاد كدولة موحدة... سيكونون ممثلين جيدًا في لوحة. تم تقسيم شمسو حور إلى ثلاث مجموعات مختلفة: مجموعة غير بشرية، رافقت مكوناتها حورس ولها دور رئيسي في رحلة الموتى، ومجموعة ثانية مرتبطة مباشرة بالحكام القدامى، قبل أول أسرات حورس. الملوك المصريين، والتي تشير أيضًا إلى مدينة نيجين (الموطن الأصلي لحورس، والذي يتطابق تمامًا مع المكان الذي تم العثور فيه على اللوحة) ومجموعة ثالثة من المحاربين الذين خاضوا معركة مع أتباع ست. 
- في تعاليم بتاح حتب، تم استخدام عبارة شمسو حور، وقد تمت ترجمتها بشكل صحيح على أنها من أتباع حورس، حيث يستحيل أن تعني رفيق حورس: الابن الذي يستمع هو من أتباع حورس.
- في نقوش قبر رخميرع يحدث نفس الشيء: يقال: فمك مغسول، نطرونك هو تطهير الآلهة، أتباع حورس: هنا يشير إلى الكهنة المسؤولين عن طقوس الجنازة.
- في بردية تورينو، تم استخدام هذا التعبير فيما يتعلق بالماضي الأسطوري كاسم شائع للملوك الذين حكموا الأرضين بعد الآلهة، ولكن لا يوجد مصدر أكاديمي يشير إلى الترجمة المصاحبة لحورس.
- في نصوص الأهرام، يظهر شمسو حور أيضًا، مثل أولئك المسؤولين عن تطهير الملك المصري في حقل القصب. وفقًا لهذه النصوص نفسها، اشتبك حورس وست مع أتباع كل منهما في ميدان الصراع. كان على الملك المصري الراحل أن يساعد حورس، الذي أصبح شمسو حور، على استعادة عينه. يترجم البروفيسور خورخي روبرتو أوجدون على أنه رسول حورس.[4]